# ナターシャ・マルテ
ナターシャ・マルテ（Natassia Malthe, 1974年1月19日 - ）はノルウェー・オスロ出身の女優。

## 来歴
ノルウェー･オペラ･スクールやロイヤル･ウィニペグ･バレエ団で歌とダンスを学び、90年代半ばからアメリカ合衆国やカナダのテレビや映画に出演。
2003年頃まではリナ･ティール（Lina Teal）という芸名で活動していたが、それ以降はナターシャ･マルテの名で活動。
ゲームが原作の作品の出演も多く、『DOA/デッド・オア・アライブ』ではあやね役、『ブラッドレイン』シリーズの2作目と3作目では1作目のクリスタナ・ローケンに代わり主人公レイン役を演じた他、『アローン・イン・ザ・ダークII』、『デス・リベンジ2』に出演している。
また近年はウーヴェ・ボルの作品の常連となりつつある。

## フィルモグラフィ
- 洗脳 Disturbing Behavior (1998)
- U.M.A レイク・プラシッド Lake Placid (1999) ジャニーン役
- ふたりの男とひとりの女 Me, Myself & Irene (2000)
- ラスベガス大火災 Trapped (2001) マリサ役
- 恋する40DAYS 40 Days and 40 Nights (2002)
- ハロウィン レザレクション Halloween: Resurrection (2002)
- K-9 はみだしコンビ大復活! K-9: P.I. (2002)
- オトコのキモチ♂ A Guy Thing (2003) メラニー役
- ラフ・ショット Chicks with Sticks (2004)
- コール・ミー 〜ハリウッドと寝た女たち〜 Call Me: The Rise and Fall of Heidi Fleiss (2004) テレビ映画、WOWOW放映時のタイトルは『コール・ミー“マダム・ハイディ”』、スターチャンネル放映時タイトルは『ハリウッド・マダムと呼ばれた女』
- エレクトラ Elektra (2005) タイフォイド役
- カオス Chaos (2005) ジーナ・ロプス役
- ジェニファー・ラブ・ヒューイットのセレブリティ Confessions of a Sociopathic Social Climber (2005) テレビ映画
- 氷の挑発 Bound by Lies (2005) オリジナルビデオ
- エイリアン・シューター Bloodsuckers (2005) テレビ映画、キンタナ役
- DOA/デッド・オア・アライブ DOA: Dead or Alive (2006) あやね役
- スキンウォーカーズ エクリプス Skinwalkers (2006)
- セックス・カウントダウン Sex and Death 101 (2007)
- ブラッドレインII BloodRayne II: Deliverance (2007) レイン役
- アローン・イン・ザ・ダークII Alone in the Dark II (2008) ターナー役
- バイオレンス・ブルー 真夏の完全犯罪 Slave (2009) ジョージー役
- ドラゴン・アイ Knights of Bloodsteel (2009) テレビ映画
- ブラッドレイン 血塗られた第三帝国 Bloodrayne: The Third Reich (2010) レイン役
- パーシー・ジャクソンとオリンポスの神々 Percy Jackson & the Olympians: The Lightning Thief (2010)
- デス・リベンジ2 In the Name of the King 2: Two Worlds (2011)
- Black & White/ブラック & ホワイト This Means War (2012)
- ヴァイキングダム Vikingdom (2013)
- アルファ 帰還りし者たち Alpha (2018)